# NAM Air
NAM Air est une compagnie aérienne indonésienne basée à Jakarta (code IATA : IN • code OACI : NIH). C’est une filiale de Sriwijaya Air, à laquelle elle sert de collecteur.

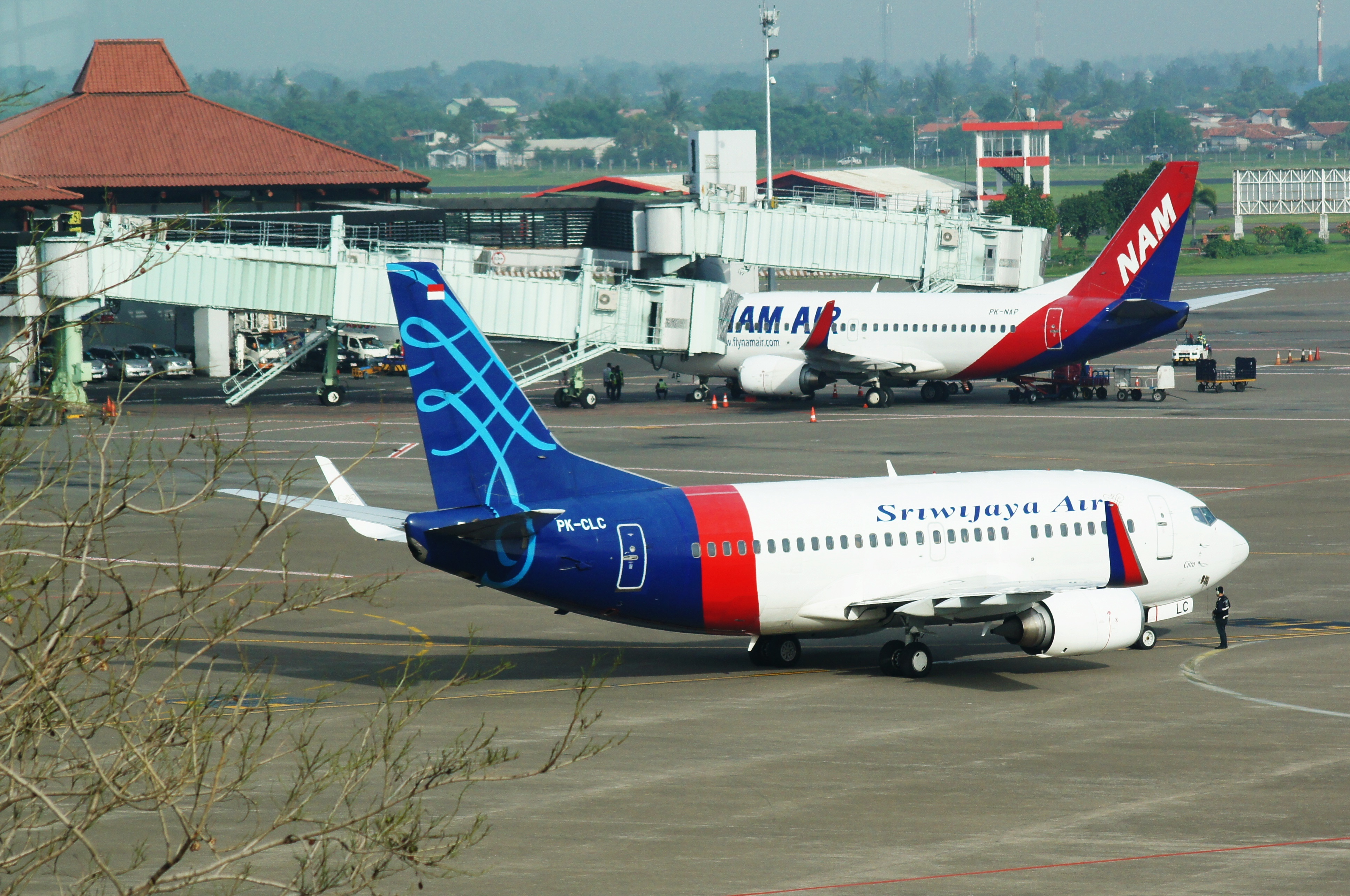
Un avion de Nam Air aux côtés d’un Boeing de sa compagnie mère Sriwijaya Air.

NAM Air a commencé ses activités en décembre 2013 et dessert des destinations régionales essentiellement à partir de Jakarta.

## Destinations
- Jakarta – Banyuwangi (depuis le 16 juin 2017)[1]
- Jakarta – Pontianak
- Pontianak – Yogyakarta
- Yogyakarta – Palembang
- Surabaya – Denpasar
- Denpasar – Kupang
- Denpasar – Waingapu
- Waingapu – Maumere
- Jakarta – Lubuklinggau
- Jakarta – Semarang
- Jakarta – Surakarta
- Jakarta – Tanjung Pandan
- Jakarta – Tanjung Pinang
- Jakarta – Bengkulu
- Jakarta – Jambi
- Jakarta – Palembang
- Jakarta – Pangkal Pinang
- Jakarta – Surabaya
- Pangkal Pinang – Palembang
- Jambi – Batam
- Batam – Medan
- Medan – Pekanbaru
- Surabaya – Kupang
- Jakarta – Sorong
- Sorong – Jayapura
- Surabaya – Bandung
- Denpasar - Tambolaka                                           * Tambolaka - Kupang

## Flotte
En octobre 2020, la flotte de Nam Air était composée des avions suivants :
| Appareil       | En service | En commande | Sièges (affaire/économique) | Notes                                                       |
| -------------- | ---------- | ----------- | --------------------------- | ----------------------------------------------------------- |
| ATR 72         | 5          | —           | 72                          |                                                             |
| Boeing 737-500 | 11         | —           | 1210 (8/112)                | Certains transférés depuis la compagnie mère Sriwijaya Air. |
| Total          | 16         |             |                             |                                                             |

## Galerie

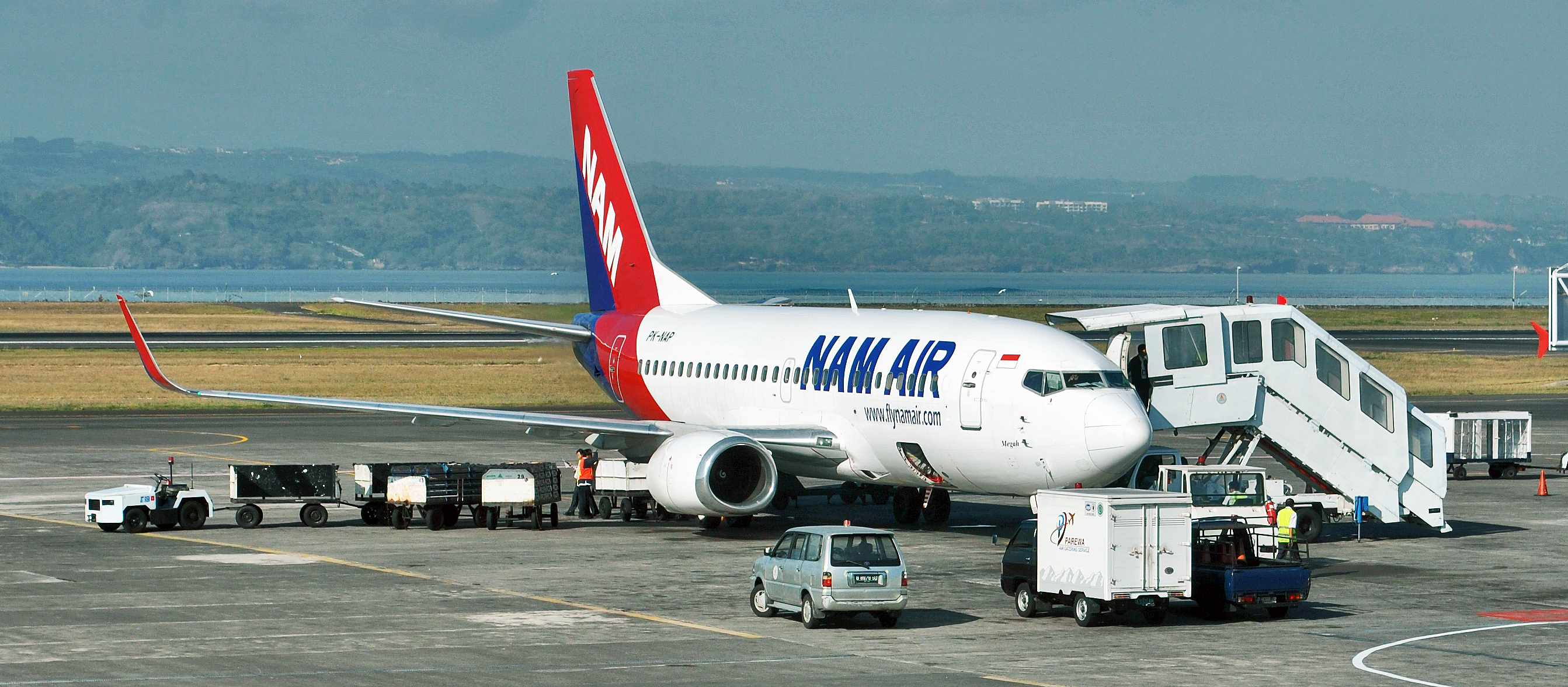
Boeing 737 de NAM Air à l’aéroport international Ngurah Rai.
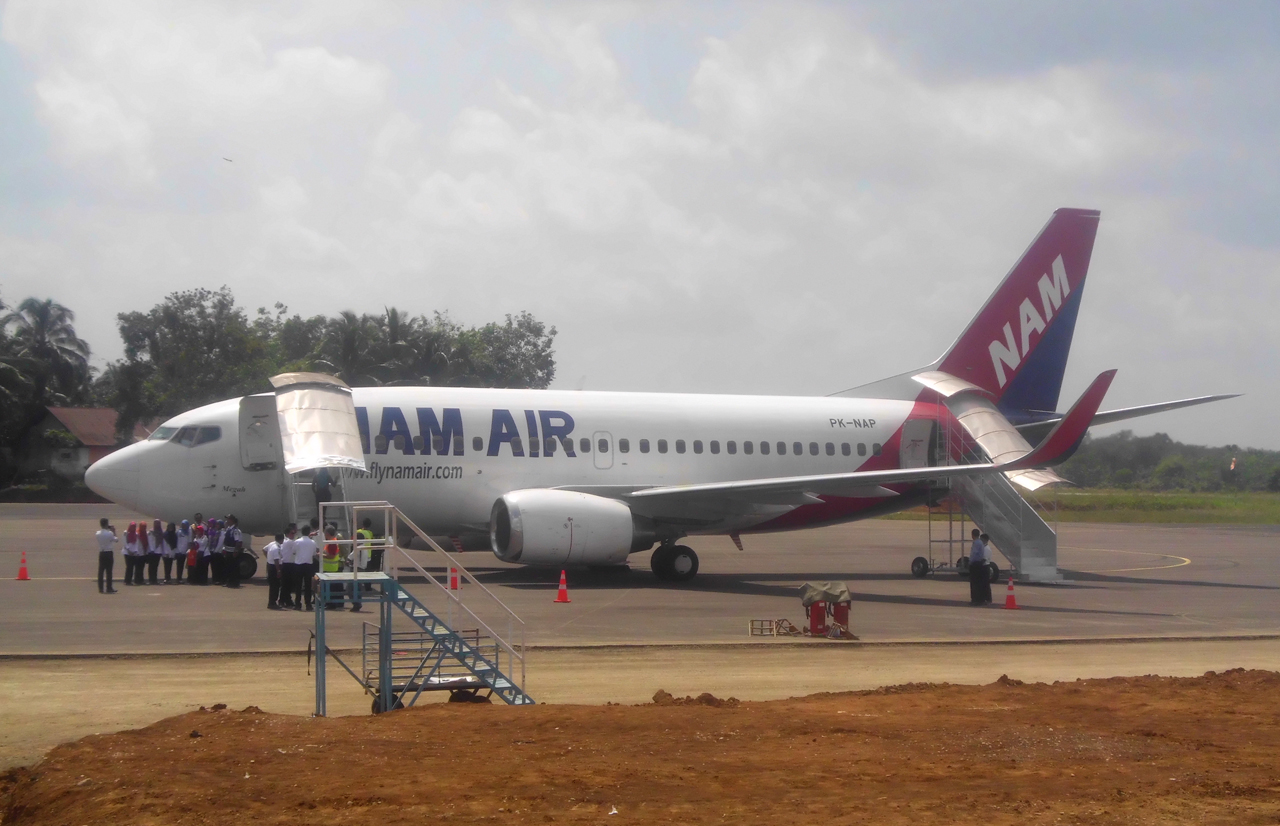
Arrivée du vol inaugural Jakarta–Lubuklinggau de NAM Air à l’aéroport de Silampari en mai 2015.
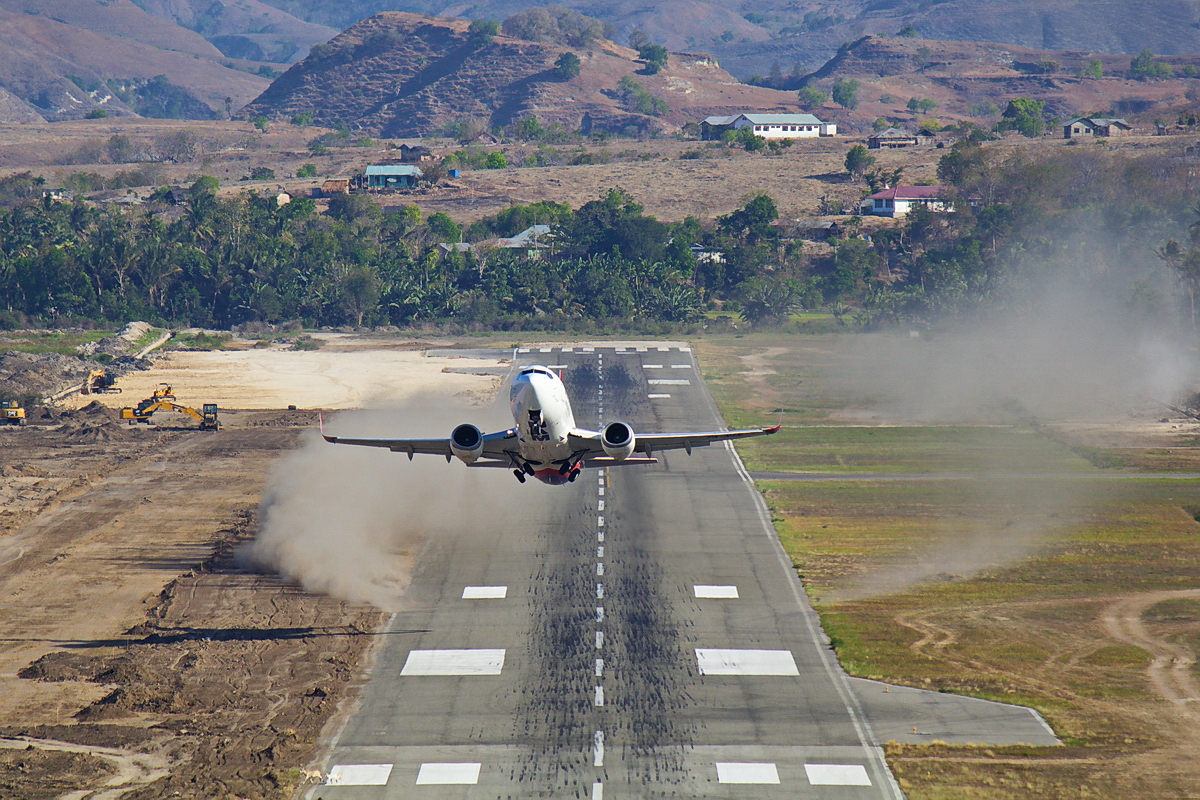
Boeing 737-500 de NAM Air décollant de l’aéroport Umbu Mehang Kundae (ceb) à Waingapu.